# Гречишка вьюнковая
Гречи́шка вьюнковая, или Фалло́пия вьюнко́вая (лат. Fallópia convólvulus) — травянистое растение; вид рода Гречишка (Fallopia) семейства Гречишные (Polygonaceae). Встречается также под устаревшим синонимичным названием Горе́ц вьюнко́вый (лат. Polygonum convolvulus).

## Ботаническое описание
Однолетнее растение.

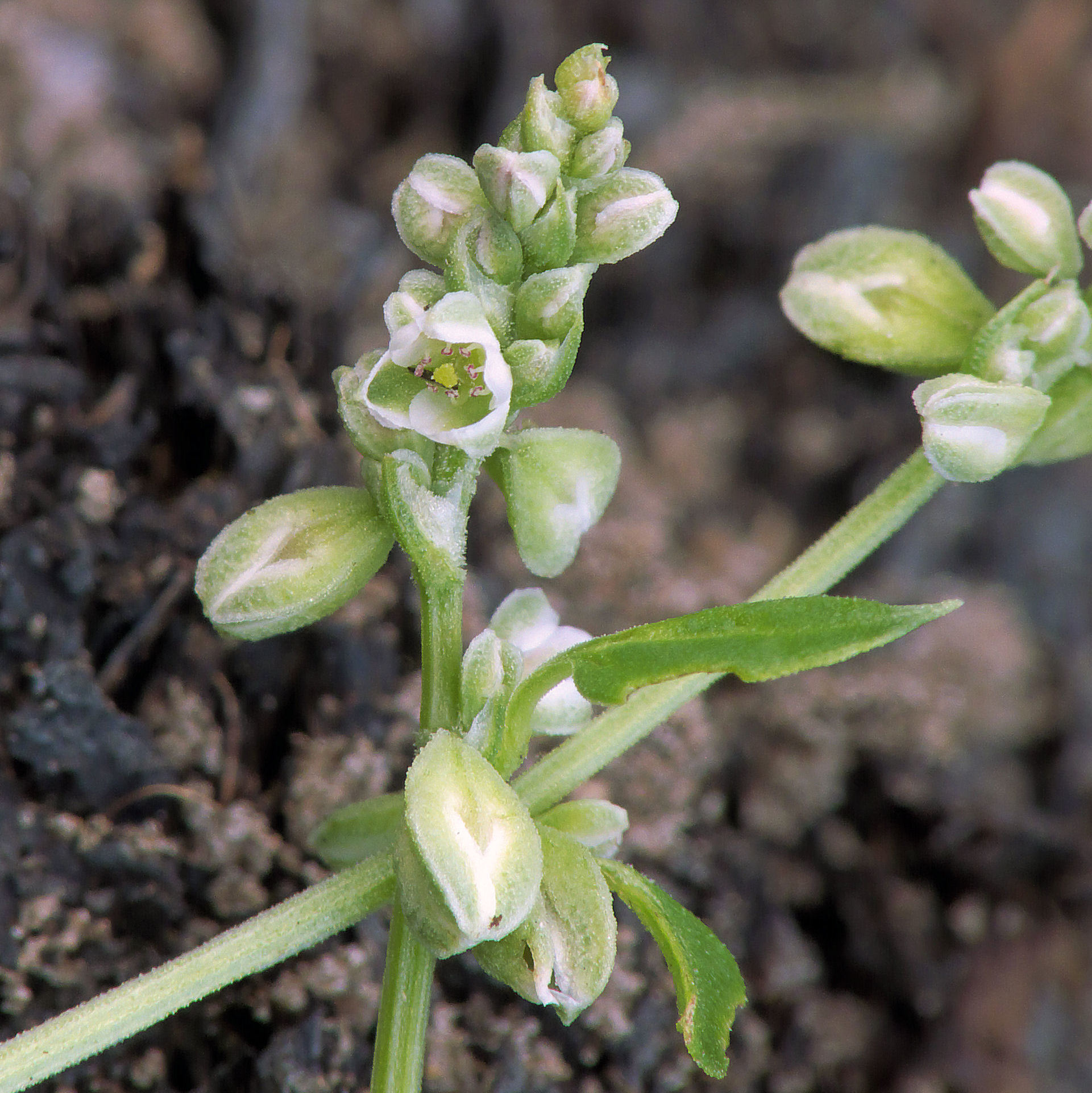
Соцветие

Стебель тонкий прочный, простой или вьющийся, длиной до 100 см.
Листья черешковые, яйцевидно-треугольные, острые, при основании глубоко сердцевидные.
Цветки мелкие, собраны по 3—6 в пазухах листьев. Околоцветник снаружи зелёный, внутри белый или розовый. Цветёт с июня по сентябрь.
Плод — трёхгранный орешек. Плодоносит с июля по октябрь. Может сохранять в почве жизнеспособность свыше шести лет.

## Распространение и экология
Широко распространён в европейской части России.

## Химический состав
Листья и стебли содержат 0,025 % артрахиноновых глюкозидов, в корнях найден оксиметилантрахинон. В стеблях, листьях обнаружены алкалоиды. Надземные части содержат 0,4—0,65 % кремнекислоты.
Плоды богаты крахмалом, в не обрушенном состоянии содержат 10,4—13,3 % протеина и 7—10 % клетчатки. Плоды без оболочек содержат 15—16 % протеина и 1,2—1,4 % клетчатки.

## Значение и применение
На окультуренных территориях является сорняком. Усиливает полегание льна, пшеницы, что затрудняет, а иногда делает невозможной механизированную уборку.
В зеленом состоянии ядовита для лошадей. В опытах лошади погибали после поедания 14—16 кг свежего растения, собранного частично в состоянии цветения, частично плодами. Скармливание полувысохших и высохших на корню растений не сказывалось на здоровье лошадей.
Овёс с примесью семян при продолжительном употреблении может вызвать воспаление кишок у лошадей. Плоды ценный корм для домашней птицы.
Плоды могут употребляться в пищу для приготовления каши, как примесь при выпечке хлеба. Мука из размолотых семян даёт хлеб тёмного цвета, неприятного привкуса, быстро черствеющего. 
Мука употреблялась для сдабривания пареной соломы. 
Медоносное растение.
Применяется в народной медицине.

## Классификация

### Таксономия
- Fallopia convolvulus (L.) Á.Löve, 1970, Taxon 19: 200

Вид Гречишка вьюнковая включается в род Гречишка (Fallopia) семейства Гречишные (Polygonaceae) порядка Гвоздичноцветные (Caryophyllales) последовательно входящего в клады Суперастериды → Эвдикоты → Цветковые растения. Таксономическая схема в соответствии с Системой APG IV по состоянию на декабрь 2023 года:
|  |                          |  |                                   |                                   |                     |  | еще 40 семейств | еще 40 семейств |                    |  |  |  | 16 подтвержденных видов и 3 вида в статусе "неподтвержденных" |
|  |                          |  |                                   |                                   |                     |  | еще 40 семейств | еще 40 семейств |                    |  |  |  | 16 подтвержденных видов и 3 вида в статусе "неподтвержденных" |
|  |                          |  |                                   | порядок Гвоздичноцветные          |                     |  |                 |                 | род Гречишка       |  |  |  |                                                               |
|  |                          |  |                                   | порядок Гвоздичноцветные          |                     |  |                 |                 | род Гречишка       |  |  |  |                                                               |
|  | клада Цветковые растения |  |                                   |                                   | семейство Гречишные |  |                 |                 | Гречишка вьюнковая |  |  |  |                                                               |
|  | клада Цветковые растения |  |                                   |                                   | семейство Гречишные |  |                 |                 |                    |  |  |  |                                                               |
|  |                          |  | ещё 63 порядка цветковых растений | ещё 63 порядка цветковых растений |                     |  |                 | еще 60 родов    | еще 60 родов       |  |  |  |                                                               |
|  |                          |  |                                   | ещё 63 порядка цветковых растений |                     |  |                 |                 | еще 60 родов       |  |  |  |                                                               |

### Синонимы
- Bilderdykia convolvulus (L.) Dumort.
- Fagopyrum carinatum Moench
- Fagopyrum convolvulus Gross
- Fagopyrum volubile Gilib.
- Fallopia convolvulus var. subalatum (Lej. & Court.) D.H.Kent
- Helxine convolvulus Raf.
- Polygonum convolvulus L.basionym
- Reynoutria convolvulus (L.) Shinners
- Tiniaria convolvulus Webb & Moq.